# Coleophora oligostropha
Coleophora oligostropha é uma espécie de mariposa do gênero Coleophora pertencente à família Coleophoridae.